# مونته‌کاتینی ترمه
مونته کاتینی ترمه (به ایتالیایی: Montecatini Terme) یک چشمه آب گرم و کومونه در ایتالیا است که در استان پیستویا واقع شده‌است. مونته کاتینی ترمه ۱۷ کیلومتر مربع مساحت و ۱۹٬۴۷۳ نفر جمعیت دارد و ۲۹ متر بالاتر از سطح دریا واقع شده‌است.